# Campionato mondiale cadetti di scherma 2019
Il Campionato mondiale cadetti di scherma del 2019 ("2019 World Cadets Fencing Championships") è stato organizzato dalla Federazione internazionale della scherma e si è svolto a Toruń in Polonia dal 6 al 14 aprile.
Nel fioretto, si sono aggiudicati i titoli del campionato mondiale il russo Egor Barannikov, che ha battuto in finale il francese Paul Antoine De Badts, e la statunitense Lauren Scruggs che ha avuto la meglio sulla coreana Sein Hong.
Nella spada l'italiano Enrico Piatti ha battuto in finale il connazionale Dario Remondini, ottenendo il titolo mondiale cadetti maschile, mentre tra le donne la magiara Eszter Muhari ha superato l'italiana Gaia Caforio.
Nella sciabola l'ucraino Vasyl Umano prevale sull'italiano Giorgio Marciano, mentre la magiara Luca Szucs ha battuto la statunitense Chloe Gouhin.

## Podi

### Uomini
| Specialità  | Oro             | Argento               | Bronzo                       |
| Individuali |                 |                       |                              |
| Fioretto    | Egor Barannikov | Paul Antoine De Badts | Giuseppe Franzoni Jie Xu     |
| Spada       | Enrico Piatti   | Dario Remondini       | Kirill Gurov Akseli Heinämaa |
| Sciabola    | Vasyl Umano     | Giorgio Marciano      | Dohun Lee Donghwan Parco     |

### Donne
| Specialità  | Oro            | Argento      | Bronzo                                       |
| Individuali |                |              |                                              |
| Fioretto    | Lauren Scruggs | Sein Hong    | Margherita Titina Lorenzi Valeriya Rassolova |
| Spada       | Eszter Muhari  | Gaia Caforio | Lili Buki Zofia Janelli                      |
| Sciabola    | Luca Szucs     | Chloe Gouhin | Benedetta Fusetti Honor Johnson              |

## Medagliere
| Pos.   | Nazione       | Oro | Argento | Bronzo | Totale |
| ------ | ------------- | --- | ------- | ------ | ------ |
| 1      | Ungheria      | 2   | 0       | 1      | 3      |
| 2      | Italia        | 1   | 3       | 3      | 7      |
| 3      | Stati Uniti   | 1   | 1       | 2      | 4      |
| 4      | Russia        | 1   | 0       | 2      | 3      |
| 5      | Ucraina       | 1   | 0       | 0      | 1      |
| 6      | Corea del Sud | 0   | 1       | 1      | 2      |
| 7      | Francia       | 0   | 1       | 0      | 1      |
| 8      | Polonia       | 0   | 0       | 1      | 1      |
| 8      | Cina          | 0   | 0       | 1      | 1      |
| 8      | Finlandia     | 0   | 0       | 1      | 1      |
| Totale | Totale        | 6   | 6       | 12     | 24     |